# Ottaviano Petrucci

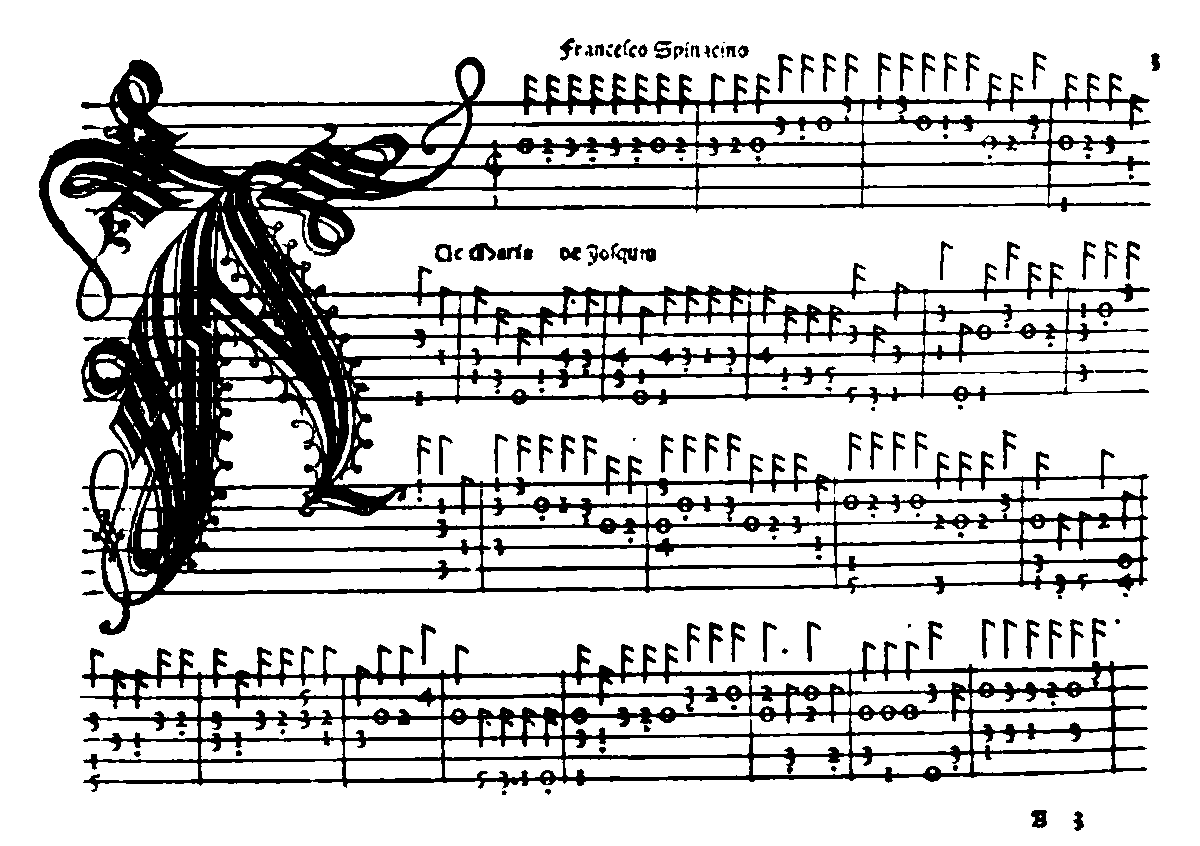
Úvodní strana výtisku Intabolatura de lauto libro primo (1507) od Francesca Spinacina vydaná Ottavianem Petruccim

Ottaviano Petrucci (18. června 1466, Fossombrone, Urbinské vévodství - 7. května 1539, Benátky, Benátská republika) byl italský tiskař, vynálezce nototisku.

## Život
První roky svého života strávil ve Fossombrone, kde měl možnost seznámit se s kurtizánou vévody Urbinského. Kolem roku 1490 přesídlil do Benátek, aby se zde vyučil tiskařem. V roce 1498 požádal dóžete o výhradní práva pro tisk hudebních patritur pro následujících 20 let. Tuto výsadu zřejmě obdržel, neboť nejsou známa žádná další vydání hudebních knih vytištěné před rokem 1520. V roce 1501 vyšla jeho první publikace Harmonice Musices Odhecaton, kniha 96 chansonů, nejstarší exemplář tištěné polyfonní hudby. V dalších letech se stále zdokonaloval ve technice tisku až k pohyblivým znakům, a tiskl nová vydání a četné dotisky.
Roku 1509 musel svou činnost v Benátkách přerušit z důvodu války, kdy Cambraiská liga napadla Benátky a vrátil se do Fossombrone, kde si zřídil novou tiskařskou dílnu. Žádal papeže - Fossombrone bylo v té době součástí církevního státu – o podobnou výsadu, jako v Benátkách, aby mohl tisknout partitury, což mu bylo umožněno na několik let. Poté však papež zrušil exkluzivitu, z toho důvodu, že se nevěnoval vydávání varhanních skladeb, a upřednostnil v Římě působícího istrijského tiskaře, Andreu Antica. Roku 1536 se vrátil do Benátek, kde vynikl zejména tiskem klasických latinských a řeckých textů.

## Vynález nototisku
Petrucciho tiskařský systém se zakládal na trojím tisku: nejprve se natiskla notová osnova, pak následovaly noty a nakonce zpěvní text a ostatní typografické náležitosti. Aby dosáhl maximální přesnosti, vkládal do úhlopříček tištěného listu jehly. Známý jako jeho největší konkurent, Andrea Antico da Montona, si naopak věnoval technice hudební xylografie.